# EM Strasbourg Business School
L'EM Strasbourg Business School o EM Strasbourg (in precedenza Institut d'enseignement commercial supérieur) è una business school fondata a Strasburgo nel 1919. Rientra nel 5% delle business school con triplo accreditamento AACSB, EPAS e AMBA. La scuola è classificata all'85º posto tra le migliori business school europee nel 2019. Tra i suoi laureati vi sono Jean-Marc Zulesi, politico francese.